# Výjimeční přátelé
Výjimeční přátelé (v anglickém originále A Beautiful Day In The Neighborhood) je americký dramatický film z roku 2019. Režisérkou filmu je Marielle Heller a scénář k němu napsali Micah Fitzerman-Blue a Noah Harpster. Ten byl inspirován článkem z roku 1998 „Can You Say ... Hero? od Toma Junoda zveřejněném v magazínu Esquire. Hlavní role hrají Tom Hanks jako slavný americký televizní moderátor Fred Rogers, Matthew Rhys, Susan Kelechi Watson a Chris Cooper.
Film měl světovou premiéru na Mezinárodním filmovém festivalu v Torontu dne 7. září 2019 a do kin byl ve Spojených státech amerických uveden 22. listopadu 2019. V České republice bude mít premiéru dne 5. března 2020.
Obdržel pozitivní recenze od kritiků, zvláště ocenili výkon Hankse a Rhyse, směr Marielle Hellero a zprávu filmu. Film vydělal přes 43 milionů dolarů. Magazín Time vybral film do svého žebříčku TOP 10 filmů roku 2019.

## Děj
Příběh se odehrává v roce 1998 a točí se kolem Lloyda Vogela, cynického novináře z časopisu Esquire.
Na začátku jednoho dílu pořadu Mister Rogers' Neighborhood, ukazuje Fred Rogers desku s pěti dveřmi. Tři dveře se otevřou a odhalí známé tváře Lady Aberlin, krále Pátka a pana McFeelyho. Čtvrté dveře odhalí tvář nového Rogersova přítele s problémy, Lloyda Vogela, který má poraněný nos. Pan Rogers vysvětluje, že Lloyd byl zraněn a bojuje s odpuštěním tomu, kdo mu ublížil. Poté, co vysvětlí, co znamená odpuštění, hodlá Lloyda navštívit.
Lloyd má za sebou komplikovanou minulost spojenou se zradou jeho otce, který podváděl a kdysi opustil svou umírající manželku Lilu a ponechal své děti napospas jejich bolesti. Když je pozván na třetí svatbu své sestry Lorraine, kvůli přítomnosti otce se Lloyd účastní jen neochotně, se svou manželkou Andrea a novorozeným synem Gavinem. Během svatební oslavy Lloyd Jerryho napadne poté, co vyslechne poznámky týkající se jeho zesnulé matky. Tato fyzická potyčka zanechá Lloyda zraněného a plného hněvu vůči svému otci.
Ve stejné době je Lloyd pověřen svou editorkou napsat článek o hrdinovi. Dostává za úkol udělat rozhovor s Fredem Rogersem, slavného dětského televizního moderátora, protože další hrdinové na seznamu nebyli k rozhovoru ochotní. Zpočátku má Lloyd tuto práci pod svou úroveň, ale postupně začíná Rogerse poznávat hlouběji. Při rozhovoru v Pittsburghu Rogers pohrdá vlastní slávou a současně je znepokojen Lloydovým poraněním nosu. Po jemném naléhání Lloyd popíše některé problémy s otcem, včetně otcovy omluvy a pokusu o smíření, který Lloyd odmítl. Místo tradičního novinářského interview se Rogers snaží Lloydovi pomoci vyrovnat se s jeho emočními jizvami. Ukazuje mu různé způsoby, jak zvládat hněv, včetně hry na klavír, kde občas udeří do kláves, aby vyjádřil své emoce.
Lloyd je přesvědčený, že Fredova přátelská osobnost je jen hraná role a je odhodlaný tento podvod odhalit. Sleduje několik epizod Rogersova pořadu, ale nemůže najít nic, co by jeho teorii potvrzovalo. Když Rogers navštíví New York, zkusí Lloyd Rogerse znovu vyzpovídat. Rogers se však vyhýbavě vyjadřuje a místo přímých odpovědí vzpomíná na výchovu svých dvou synů. Když Rogers vytáhne loutky a začne se Lloyda ptát na jeho dětského plyšového králíka a otce, Lloyd interview naštvaně ukončí.
Když se Lloyd vrátí domů, najde Jerryho a jeho ženu Dorothy, jak mluví s Andreou. Jerry a Lloyd vyostřeně diskutují o Jerryho nepřítomnosti během Lilina boje s rakovinou. Když Lloyd popisuje, jak jeho matka trpěla v posledních okamžicích pouze s ním a sestrou, a nařídí Jerrmu, aby odešel, dostane Jerry srdeční infarkt a je převezen do nemocnice. Lloyd nechce trávit noc v nemocnici se zbytkem rodiny a vrací se do Pittsburghu za Rogersem, aby se s ním poradil, což se Andree nelíbí. Vyčerpaný Lloyd se zhroutí na scéně Make-Believe a sní o svém potlačeném dětském traumatu. V surreálném snu narazí na díl Rogersova pořadu o nemocnicích, kde má králičí uši a zmenšuje se na velikost Daniela Pruhovaného Tygra a Krále Pátka XIII., zatímco Rogers a Andrea se vznášejí nad ním. Lloyd také sní o Lile, která ho vyzývá, aby se zbavil svého hněvu. Rogers a jeho žena Joanne vezmou Lloyda k sobě domů, aby se zotavil. Lloyd a Rogers později jdou do restaurace, kde Rogers požádá Lloyda, aby strávil minutu přemýšlením o lidech, kteří ho „milovali, dokud neexistoval", a nabádá ho k odpuštění.
Lloyd se omluví Andree za to, že ji nechal v nemocnici, a navštíví Jerryho a Dorothy doma. Zjistí, že Jerry umírá srdeční stenózu, což je důvod, proč se Jerry snažil znovu navázat kontakt s Lloydem. Lloyd postupně začíná chápat komplexnost otcovy minulosti a vlastních emocí. Lloyd navštíví umírajícího otce a odpouští mu. Slibuje, že bude lepším otcem pro svého syna Gavina, než byl Jerry pro něj. 
Obsáhlý článek o Fredu Rogersovi pro Esquire nakonec Lloyd napíše. Text "Můžeš říct... Hrdina?" má mnohem větší rozsah a je publikován jako titulní příběh. Článek zachycuje hluboký vliv Rogerse na Lloydův osobní život. Lorraine, její manžel Todd a Rogers navštíví Jerryho. Rogers požádá Jerryho, aby se před odchodem pomodlil. Jerry krátce po Rogersově návštěvě a Lloydově článku umírá, ale s vědomím, že se syn pokusil jej pochopit a odpustit mu.
Film symbolicky končí scénou, kdy Fred Rogers ve svém studiu dokončí natáčený díl. Otevře pátou a poslední bránu na své desce, odhalující obraz šťastně sjednocené Lloydovy rodiny. Po skončení natáčení sedí pan Rogers sám u klavíru. Nejprve naštvaně udeří do kláves, ale posléze pokračuje v klidné hře, což lze chápat jako metaforu odpuštění a vnitřního smíření.

## Obsazení
- Tom Hanks jako Fred Rogers
- Matthew Rhys jako Lloyd Vogel
- Susan Kelechi Watson jako Andrea Vogel
- Chris Cooper jako Jerry Vogel
- Enrico Colantoni jako Bill Isler, prezident a generální ředitel Family Communications
- Maryann Plunkett jako Joanne Rogers, Fredova manželka
- Tammy Blanchard jako Lorraine, Lloydova sestra a Toddova manželka
- Wendy Makkena jako Dorothy, Jerryho přítelkyně
- Carmen Cusack jako Margy, producentka pořadu
- Jessica Hecht jako Lila Vogel, Lloydova matka a Jerryho bývalá manželka
- Noah Harpster jako Todd, Lorrainein manžel a Lloydův švagr
- Maddie Corman jako Betty Aberlin, herečka
- Christine Lahti jako Ellen, Lloydova editorka
- Jordan, Naomi a Zoey Harsh jako Gavin Vogel, Lloydův syn.

## Přijetí

### Tržby
V Severní Americe byl uveden 22. listopadu 2019 společně s filmy Ledové království II a 21 Bridges. Za první víkend vydělal zhruba 15 milionů dolarů. Stal se tak třetím nejnavštěvovanějším filmem víkendu. Během druhého víkendu vydělal 11,8 milionu dolarů a skončil na pátém místě.

### Recenze
Film získal pozitivní recenze od kritiků. Na recenzní stránce Rotten Tomatoes získal z 262 započtených recenzí 95 procent s průměrným ratingem 8,2 bodů z deseti. Na serveru Metacritic snímek získal z 46 recenzí 80 bodů ze sta.

### Ocenění a nominace
| Ocenění                                              | Datum ceremoniálu | Kategorie                                           | Nominovaný                           | Výsledek |
| ---------------------------------------------------- | ----------------- | --------------------------------------------------- | ------------------------------------ | -------- |
| Satellite Awards                                     | —                 | Nejlepší mužský herecký výkon v hlavní roli – drama | Tom Hanks                            | nominace |
| Washington D.C. Area Film Critics Association Awards | 8. prosince 2019  | Nejlepší mužský herecký výkon ve vedlejší roli      | Tom Hanks                            | nominace |
| Washington D.C. Area Film Critics Association Awards | 8. prosince 2019  | Nejlepší adaptovaný scénář                          | Micah Fitzerman-Blue a Noah Harpster | nominace |